# Правительство Тибета в изгнании
Правительство Тибета в изгнании, иначе Центральная тибетская администрация (ЦТА, тиб. བཙན་བྱོལ་བོད་གཞུང་, Вайли: btsan byol bod gzhung, рус.: цан джол бод жунг) — организация, сохраняющая преемственность от исторического тибетского правительства до насильственной инкорпорации Тибета в Китайскую Народную Республику. Глава правительства — Пенпа Цхеринг (до 21 мая 2021 года главой правительства был Лобсанг Сангай).
Организация базируется в Дхарамсале, Индия и никогда не признавалась Китаем. Первоначально оно называлось Тибетским правительством Кашаг, а в 1960 году было переименовано в «Правительство Великой Снежной Земли». Внутренняя структура организации похожа на правительство; она заявила, что её целью не является захват власти в Тибете; организация будет распущена «как только в Тибете будет восстановлена свобода» в пользу правительства, сформированного тибетцами внутри Тибета. В дополнение к политической деятельности, она управляет сетью школ и других культурных мероприятий для тибетцев в Индии. 11 февраля 1991 года ЦТА стала одним из основателей Организации непредставленных наций и народов (UNPO) в Гааге (Нидерланды).

## Предыстория
После ввода китайских войск в Тибет в 1950-м году в стране продолжало функционировать традиционное правительство Далай-ламы с двумя премьер-министрами во главе (ламой и мирянином). Китайские военные власти при этом активно строили сеть своих военных баз и с каждым годом всё больше вмешивались во внутренние дела Тибета.
Такое положение в правовом смысле было призвано оформить так называемое «Соглашение из 17 пунктов» (1950 года), заключённое представителями Далай-ламы, направленными на переговоры в Китай, после того как ни одна из мировых держав не пришла на помощь Тибету после предъявления китайских претензий на Тибет и ввода китайских войск. ООН также не стала в то время рассматривать просьбу правительства Тибета о помощи в противодействии китайской оккупации. «Соглашение из 17 пунктов» изначально было подписано представителями Тибета без согласования с Далай-ламой и под нажимом Пекина. Это соглашение в одностороннем порядке было денонсировано приказом Госсовета КНР от 28 марта 1959 года, в период подавлении восстания жителей Тибета. В том же году оно было денонсировано и Далай-ламой, после его бегства из Тибета.

## Общее описание
Официальный информационный буклет «Центральная Тибетская Администрация» правительства Тибета в изгнании, изданный в 2000-е годы на русском языке правительством Далай-ламы, указывал:
29 апреля 1959 года Его Святейшество Далай-лама, находясь в изгнании, восстановил Тибетское правительство на севере Индии, в горном местечке Массурии. Центральная тибетская администрация (ЦТА) Его Святейшества Далай-ламы является преемником правительства независимого Тибета. С 1960 года правительство в изгнании располагается на севере Индии в Дхарамсале.

ЦТА признаётся единственным и легитимным правительством всеми тибетцами, живущими как на территории Тибета, так и за его пределами. Кроме того, его легитимность и право представлять интересы тибетского народа признают также парламенты по всему миру. С самого начала ЦТА ставила перед собой две задачи: помощь тибетским беженцам и восстановление свободы Тибета. В основе программы помощи лежат вопросы образования
— Согласно вышеуказанному источнику
Одновременно ЦТА осваивает принципы современной демократии, которая должна обеспечить будущее Тибета. 2 сентября 1960 года был создан Тибетский парламент в изгнании, названный затем Комиссией народных депутатов Тибета (ныне — Ассамблея тибетских народных депутатов).
В 1990 году Далай-лама заявил о дальнейшей демократизации, после чего состав Ассамблеи был расширен до 46 членов. Ассамблея была наделена правом избрания подотчётного ей Кашага, или Совета министров. Подобным же образом был создан и орган судебной власти Тибета — Верховная судебная комиссия Тибета.
Вновь созданной Ассамблеей народных депутатов Тибета была выработана Конституция тибетских беженцев, получившая название «Хартия тибетцев в изгнании» (англ. The Charter of the Tibetans in Exile).
В настоящее время[какое?] Кашаг управляет семью департаментами: внутренних дел, религии и культуры; образования; здравоохранения; безопасности; финансов; информации и международных связей. Фактически 100-тысячная тибетская община в изгнании в Индии представляет собой «государство в государстве», располагая своими школами, больницами и пр., управляемыми соответствующими департаментами.
Департамент финансов правительства в изгнании располагает целым рядом предприятий и трестов и ежегодно формирует бюджет правительства в изгнании, обеспечивающий его бесперебойное функционирование.
Основная обязанность Департамента информации и международных связей (ДИМС) заключается в том, чтобы просвещать тибетцев и мировую общественность относительно положения Тибета. Непосредственно ДИМС подчиняются представительства, расположенные в 12 странах мира. Эти офисы функционируют в Нью-Дели, Женеве, Нью-Йорке, Токио, Лондоне, Катманду, Будапеште, Москве, Париже, Канберре, Претории и Тайбэе.
Департамент безопасности занят приёмом беженцев и обеспечением безопасности Далай-ламы.
Органы Тибета в изгнании включают Кашаг во главе с премьер-министром (тиб.: калон-трипа), парламент, избираемый тибетской общиной, судебную систему, правомочную решать по соглашению с правительством Индии гражданские споры тибетцев (исключая рассмотрение уголовных дел).
В 2011 году Далай-лама, сохранив за собой роль духовного лидера, отказался от политической власти. Она теперь перешла к Тибетскому правительству в изгнании. Была подтверждена преемственность этого правительства от руководства Тибетского государства во времена независимости. В Хартию тибетцев в изгнании (выполняющую роль Конституции) был внесён ряд поправок.
Далай-лама утверждает, что тибетское правительство в изгнании будет распущено сразу после того, как Тибет вновь обретёт свободу и будет создано новое демократическое правительство, сформированное в ходе всеобщих выборов.
21 мая 2021 года новым главой Тибета в изгнании стал Пенпа Цхеринг.

## Главы
- en:Sikyong#List of Prime Ministers of the Tibetan government in exile